# ادولفو گنزالس چاوز، بوئنوس آیرس
ادولفو گنزالس چاوز، بوئناس ارس (به اسپانیایی: Adolfo Gonzales Chaves, Buenos Aires) یک منطقهٔ مسکونی در آرژانتین است که در ادولفو گنزالس چاوز، بوئناس ارس واقع شده‌است.

## خصوصیات
ادولفو گنزالس چاوز ۹٬۴۳۷ نفر جمعیت دارد و ۲۱۴ متر بالاتر از سطح دریا واقع شده‌است.